# Änkasjön (Älekulla socken, Västergötland)
Änkasjön är en sjö i Marks kommun i Västergötland och ingår i Viskans huvudavrinningsområde.